# Republika Srbská Krajina
Republika Srbská Krajina (srbochorvatsky Република Српска Крајина / Republika Srpska Krajina nebo РСК / RSK), známý jako Srbská Krajina (srbochorvatsky Српска Крајина / Srpska Krajina) nebo jednoduše Krajina, byl samozvaný srbský protostát, a území v rámci nově nezávislé Chorvatské republiky (dříve součást Socialistické Jugoslávie), které se vzepřelo a které bylo aktivní během chorvatské války za nezávislost (1991–95). Během své existence nebyla oficiálně uznána žádným cizím státem. Název Krajina ("Hranice") byl převzat z historické vojenské hranice habsburské monarchie (Rakousko-Uherska), kde žila značná srbská populace a existovala až do konce 19. století. Vláda RSK vedla válku za nezávislost etnických Srbů na Chorvatsku a sjednocení se Svazovou republikou Jugoslávie a Republikou srbskou (v Bosně a Hercegovině).
Vláda Krajiny měla de facto kontrolu nad centrálními částmi území, zatímco kontrola okrajových částí se měnila s úspěchy a neúspěchy jejích vojenských aktivit. Území bylo právně chráněno silami OSN (UNPROFOR).
Jeho hlavní část byla přemožena chorvatskými silami v roce 1995 a Republika srbská Krajina byla nakonec ve výsledku rozpuštěna; torzo zůstalo ve východní Slavonii pod správou UNTAES až do mírové reintegrace do Chorvatska v roce 1998 na základě Erdutské dohody. 
Hlavním městem RSK byl Knin (později Vukovar), rozloha byla 17 028 km2 a podle sčítání z roku 1993 zde žilo 435 595 obyvatel, převážně Srbů.

## Historie
Název „Krajina“ neznamená v srbštině (a některých jiných slovanských jazycích) totéž co v češtině, ale má význam „pohraničí“. Území bývalé RSK se táhlo podél chorvatsko-bosenských hranic, kde se za dob habsbursko-tureckých válek již od poloviny 16. století usídlovali pravoslavní Srbové, kteří emigrovali před útlakem z Osmanské říše. V tomto pohraničním pásu konali vojenskou a pohraniční službu, za což získali od habsburských vládců rozsáhlé výhody, jako politickou a náboženskou autonomii, pozemky a daňové úlevy. Území se již od roku 1579 nazývalo „Vojenská hranice“ (Vojna Krajina) a jeho obyvatelům se říkalo „hraničáři“ (krajišnici). Až do počátku 80. let 19. století tvořila Vojenská hranice zvláštní správní jednotku v rámci habsburské, později rakouské a rakousko-uherské monarchie.

### Předehra

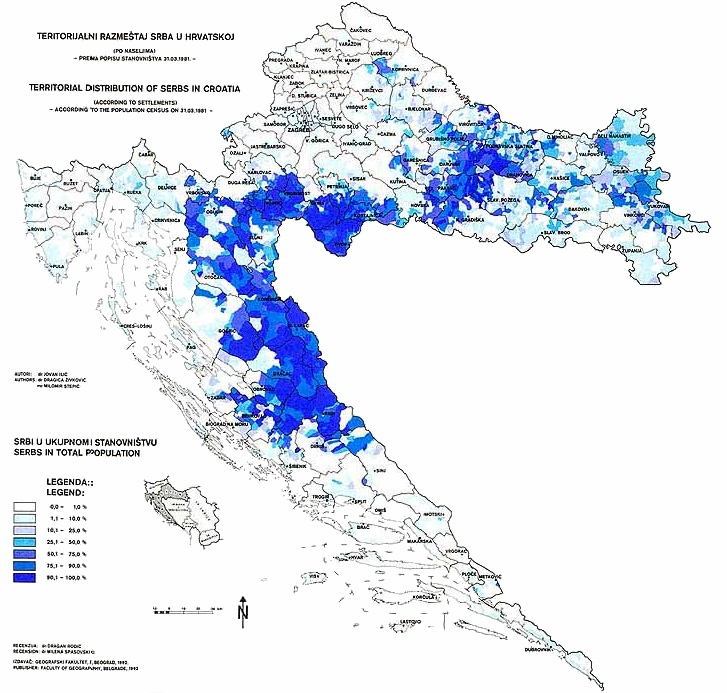
Srbská populace v Chorvatsku podle sčítání r. 1991 (nejtmavší barva = nad 90 % podílu Srbů)

Již od konce 80. let 20. století se zostřovaly vztahy mezi Chorvaty a Srby v regionu. S pádem monopolu komunistů v Jugoslávii se Chorvati obrátili masově k Chorvatskému demokratickému společenství, které bylo stranou nacionalistickou. V mnohých městech v oblasti, jako třeba Knin nebo Duvno, se po vzoru srbských demonstrací na podporu Slobodana Miloševiće konaly protesty na podporu chorvatského národního programu. Dav požadoval například odstranění cyrilice a stále výrazněji se objevovaly hlasy, požadující připojení Chorvatska k „rodině národů západní kultury“. Tyto víceméně skryté protisrbské hlasy nakonec vedly k totálnímu rozpadu křehké rovnováhy mezi oběma národy.
V létě 1990 zablokovali v okolí Kninu Srbové několik strategických severojižních cest, což vedlo ke škodám v oblasti cestovního ruchu (jedinou volnou spojnicí mezi Rijekou a Dubrovníkem zůstala Jadranská magistrála, kde došlo k nevídanému dopravnímu kolapsu. Předseda místní správy v Kninu vyhlásil pro oblast válečný stav a postavil k barikádám ozbrojené stráže. Zároveň bylo vypsáno referendum o autonomii Srbů v Chorvatsku. Chorvatské politické vedení celou událost označilo za protizákonnou, Srbové kontrovali s tím, že novému vedení vůbec nedůvěřují.

### Vznik

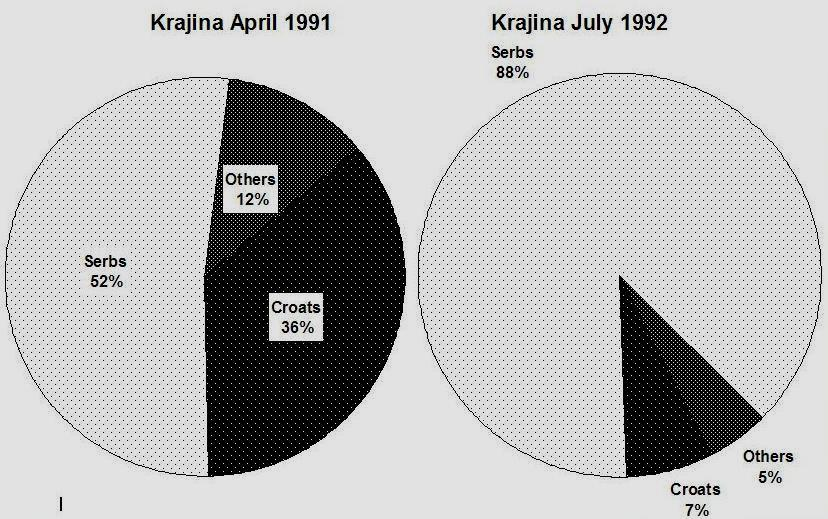
Změny národnostních poměrů v RSK mezi jarem 1991 a létem 1992 (výrazný úbytek Chorvatů)

V červnu 1991 vyhlásilo Chorvatsko nezávislost na Jugoslávii a prohlásilo se státem Chorvatů. Srbové však v referendu odtržení Chorvatska i prohlášení o státu Chorvatů odmítli a v rámci principu práva národa na sebeurčení vytvořili vlastní státní útvar, který měl být později znovu spojen s Jugoslávií. Ústava Republiky Srbská Krajina byla vyhlášena 19. prosince 1991, jejím prezidentem se stal Milan Babić, jeho nástupci byli Goran Hadžić a Milan Martić, hlavním městem Knin.
RSK tvořily jednak oblasti někdejší vojenské hranice (Kordun, Lika, Banija, severní Dalmácie, západní Slavonie) a dále území ležící u srbsko-chorvatské hranice (Východní Slavonie, Baranja a Západní Srem), kde převažovalo srbské obyvatelstvo. Tyto dvě části RSK spolu nesousedily a tak komunikace probíhala přes území Republiky srbské v Bosně.
Srbská krajina používala starou červenomodrobílou vlajku Srbského království s dvouhlavým orlem a znakem s písmeny SSSS v cyrilici (СССС) – Samo sloga Srbina spašava (česky „Jedině jednota chrání Srby“).

### Konec
Ozbrojenou silou státu byla SVK (Srpska vojska Krajine). Z charakteru velmi protáhlého, rozkouskovaného území a nízké hustoty zalidnění vyplývaly značné komplikace při jeho bránění. Přesto se většina území RSK udržela až do srpna 1995, kdy byla dobyta chorvatskou armádou – za rozsáhlé podpory západoevropských států a USA – při operaci Oluja („Bouře“). Kromě vojenských obětí na obou stranách bylo zabito podle srbských zdrojů 1200 civilistů, byla provedena rozsáhlá etnická čistka. Zbylé východní kraje RSK, jejichž hlavním městem byl po dobytí Kninu Vukovar, byly pod dozorem mise OSN do ledna 1998 mírovou smlouvou převedeny pod svrchovanost Chorvatska.
Z domovů bylo po násilné likvidaci RSK vyhnáno na 250 tisíc obyvatel, kteří našli útočiště v Srbsku, nebo emigrovali do jiných zemí. V dalších letech se z nich vrátilo jen přibližně 40 tisíc.[zdroj?]

## Vláda

### Prezidenti
- Milan Babić (19. prosince 1991 – 16. února 1992)
- Mile Paspalj (16. února 1992 – 26. února 1992) (zastupující)
- Goran Hadžić (26. února 1992 – 12. prosince 1993)
- Milan Babić (12. prosince 1993 – 23. ledna 1994)
- Milan Martić (23. ledna 1994 – 7. srpna 1995)